# Chad & Jeremy
Chad & Jeremy — британський музичний дует Чада Стюарта та Джеремі Клайда, активний в 1962—1968 роках, 1983-87 та 2003—2016 роках.

## Історія
Дует став відомий після випуску пісні «Ysterday's Gone» (1963), що стала хітом у Великій Британії та США в епоху британського вторгнення . Серед найвідоміших хітів наступних років — «Willow Weep for Me», «Before and After» і їх найбільший хіт «A Summer Song».
На відміну від рок-музики більшості сучасників, Чад і Джеремі виступали в м'якому, фольклорному стилі, який характеризується тихим вокалом, на межі з шепотом.
Після деяких комерційних невдач і розбіжних особистих амбіцій Chad & Jeremy розпалися в 1968 році.
Чед Стюарт продовжував працювати в музичній індустрії, а Джеремі Клайд став актором кіно та сцени. На початку 1980-х дует возз'єднався, щоб записати новий альбом і час від часу виступати з концертами. Стюарт припинив творчу діяльність у 2016 році і помер 20 грудня 2020 року, Клайд продовжує гастролювати та записуватися як сольний виконавець.

## Дискографія

### Студійні альбоми
- Yesterday's Gone (липень 1964) — випущений у Великі Британії як Chad & Jeremy Sing For You (1965)
- Chad &amp; Jeremy Sing for You (січень 1965) — випущений у Великій Британії як другий альбом (1966)
- До і після (1965)
- Я не хочу втратити тебе, крихітко (1965)
- Далекі береги (1966)
- Про капусту та королів (1967)
- Ковчег (1968)
- 3 на горищі (1968)
- Чед Стюарт і Джеремі Клайд (1983)
- Арк-еологія (2008)
- П'ятдесят років потому (2010)

### Живий альбом
- In Concert (The Official Bootleg) (2002)

### Збірки
- Найкраще з Чеда та Джеремі (Капітолій, 1966)
- Найкраще з Чеда та Джеремі (K-Tel, 1990)
- The Very Best of Chad & Jeremy (Varèse Sarabande, 2000)
- Yesterday's Gone: The Complete Ember &amp; World Artists Recordings (RPM, 2016)

### Сингли
| Рік  | Пісні                             | ВеликаБританія Singles Chart | Канада RPM 100 | США Hot 100 | США Easy Listening | Альбом                         |
| ---- | --------------------------------- | ---------------------------- | -------------- | ----------- | ------------------ | ------------------------------ |
| 1963 | «Yesterday's Gone»                | 37                           | –              | 21          | –                  | Yesterday's Gone               |
| 1964 | «Like I Love You Today»           | –                            | –              | –           | –                  | Yesterday's Gone               |
| 1964 | «A Summer Song»                   | –                            | 6              | 7           | 2                  | Yesterday's Gone               |
| 1964 | «Willow Weep for Me»              | –                            | 13             | 15          | 1                  | Yesterday's Gone               |
| 1965 | «If I Loved You»                  | –                            | 16             | 23          | 6                  | The Best of Chad & Jeremy      |
| 1965 | «What Do You Want with Me?»       | –                            | 5              | 51          | 9                  | Chad & Jeremy Sing for You     |
| 1965 | «Before and After»                | –                            | –              | 17          | 4                  | Before and After               |
| 1965 | «From a Window»                   | –                            | –              | 97          | –                  | Chad & Jeremy Sing for You     |
| 1965 | «I Don't Wanna Lose You Baby»     | –                            | 13             | 35          | –                  | I Don't Want to Lose You Baby  |
| 1965 | «September in the Rain»           | –                            | –              | –           | –                  | Yesterday's Gone               |
| 1965 | «I Have Dreamed»                  | –                            | –              | 91          | 22                 | I Don't Want to Lose You Baby  |
| 1966 | «Teenage Failure»                 | –                            | –              | –           | –                  | Non-album single               |
| 1966 | «Distant Shores»                  | –                            | 16             | 30          | –                  | Distant Shores                 |
| 1966 | «You Are She»                     | –                            | –              | 87          | –                  | Distant Shores                 |
| 1966 | «Adesso Sì»                       | –                            | –              | -           | –                  | (Sanremo Music Festival, 1966) |
| 1967 | «Painted Dayglow Smile»           | –                            | –              | –           | –                  | The Ark                        |
| 1968 | «Sister Marie»                    | –                            | –              | –           | –                  | Non-album single               |
| 1969 | «Paxton Quigley's Had the Course» | –                            | –              | –           | –                  | The Ark                        |
| 1983 | «Zanzibar Sunset»                 | –                            | –              | –           | –                  | Chad Stuart & Jeremy Clyde     |